# Список заслуженных мастеров спорта СССР (радиоспорт)

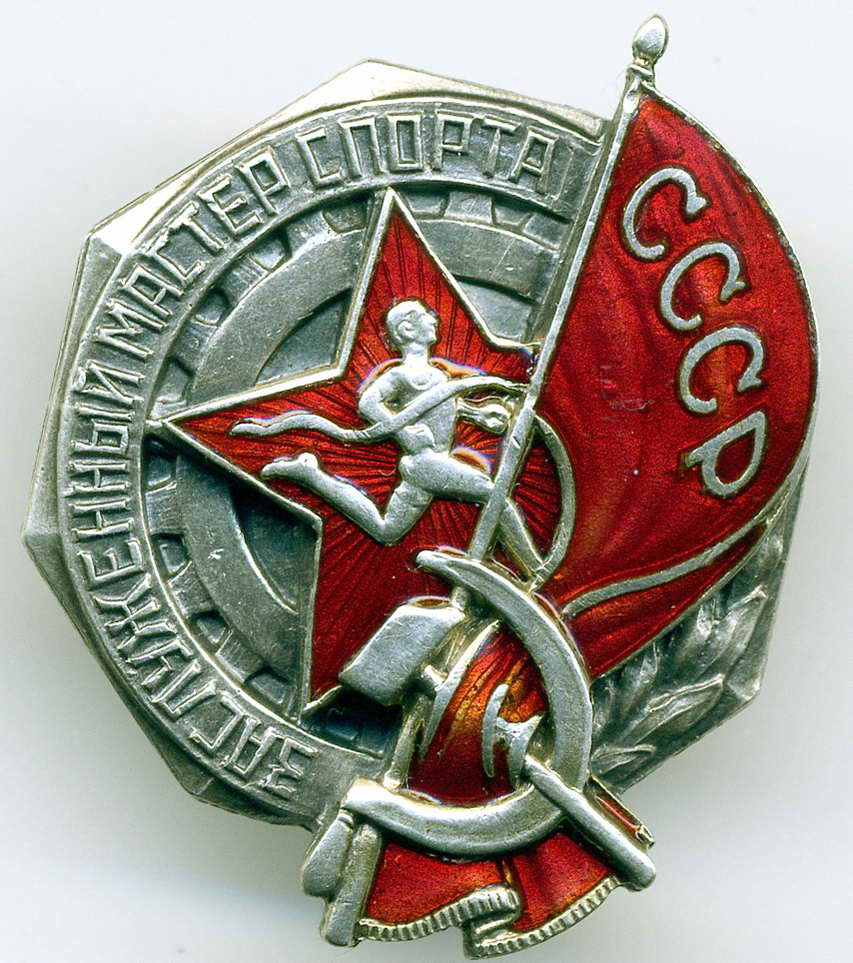
Знак ЗМС СССР

Заслуженные мастера спорта СССР по радиоспорту:
1) Румянцев Георгий Алексеевич (UA1DZ) 
2) Чистяков Владимир Викторович  (год присвоения — 1987) 
3) Гречихин Анатолий Иванович (UA3TZ) 
4) Зеленов Станислав Алексеевич (UA3VBW)  — Заслуженный мастер спорта СССР по скоростной радиотелеграфии  